# Evan Ellingson
Evan Taylor Ellingson (* 1. Juli 1988 in La Verne, Kalifornien; † 5. November 2023 in Fontana, Kalifornien) war ein US-amerikanischer Schauspieler.

## Leben
Ellingson wuchs gemeinsam mit drei älteren Brüdern in La Verne, Kalifornien auf. Mit zehn Jahren wurde Ellingson in einem Skatepark entdeckt und für einen Werbespot im Vans-PeeWee-Team aufgenommen. Ab dem Jahr 2000 kam er zu ersten Film- und Fernsehrollen.
Bekannt wurde Ellingson vor allem durch wiederkehrende Rollen in zwei Fernsehserien: als Josh Bauer, Neffe der Hauptfigur Jack Bauer (Kiefer Sutherland), in der Echtzeitserie 24; und als Kyle Harmon, Sohn der Hauptfigur Horatio Caine (David Caruso), den er in der Serie CSI: Miami verkörperte. Im Kinobereich hatte Ellingson eine kleine Rolle in Clint Eastwoods Letters from Iwo Jima und eine größere Nebenrolle im Familiendrama Beim Leben meiner Schwester. Zuletzt trat er 2010 schauspielerisch in Erscheinung. Sein Schaffen umfasst 19 Produktionen.
Ellingson war Vater einer 2008 geborenen Tochter. Er starb am 5. November 2023 im Alter von 35 Jahren an einer Fentanyl-Überdosis. Zuvor hatte er jahrelang mit einer Drogenabhängigkeit zu kämpfen.

## Filmografie
- 2000, 2002: MADtv (Fernsehserie, 2 Folgen)
- 2001: Schmutziges Erbe (Living in Fear, Fernsehfilm)
- 2001: General Hospital (Fernsehserie, eine Folge)
- 2001: The Gristle
- 2001–2002: Titus (Fernsehserie, 10 Folgen)
- 2002: That Was Then (Fernsehserie, Folge 1x04)
- 2002: Time Changer
- 2003: Rules of the Game (Kurzfilm)
- 2004–2005: Complete Savages (Fernsehserie, 19 Folgen)
- 2005: Deadly Secrets (Confession)
- 2005: Untitled Camryn Manheim Pilot (Fernsehfilm)
- 2005: Bones – Die Knochenjägerin (Bones, Fernsehserie, Folge 1x05 Der Junge im Busch)
- 2006: Bondage
- 2006: Letters from Iwo Jima
- 2006: Boys Life (Fernsehserie, Folge 1x01)
- 2007: 24 (Fernsehserie, 10 Folgen)
- 2007: Walk the Talk
- 2007: State of Mind (Fernsehserie, Folge 1x02)
- 2007–2010: CSI: Miami (Fernsehserie, 18 Folgen)
- 2009: Beim Leben meiner Schwester (My Sister’s Keeper)